# صفي أباد (خراسان الشمالية)
صفي أباد (بالفارسية: صفی‌آباد) هي مدينة تقع في إيران في Bam and Safiabad District. يقدر عدد سكانها بـ 3,047 نسمة .